# Danny León
Dany Jair León Nieves (Esmeraldas, 15 de novembro de 2000) é um jogador de vôlei de praia equatoriano.

## Carreira
Em 2018, formou dupla com Joffre Jurado no Classificatório Sub-18 realizado em Cochabamba e conquistaram o segundo lugar, etapa que garantiu vaga para os Jogos Olímpicos de Verão da Juventude de 2018participaram da edição do Campeonato Mundial Sub-19 em Nanquim e terminaram na trigésima sétima posição, e terminaram na nona nos Jogos Olímpicos da Juventude realizado em Buenos Aires.
Em 2019, disputou a etapa de Coquimbo ao lado de Joel Banguera Del Castillo, na sequência formou dupla com Marcos Tenorio na etapa de Lima do Circuito Sul-Americano, depois, conquistaram o terceiro lugar na etapa de Mar del Plata da Continental Cup e disputaram os Jogos Sul-Americanos de Praia de 2019 e ainda ao lado de Joffre Jurado disputou a edição do Campeonato Mundial Sub-21 em Udon Thani, quando finalizaram na vigésima quinta posição.
Na temporada de 2020, esteve ao lado de Ronald Quiñones na etapa de Montevidéu da Continental Cup e terminaram na quarta posição, ainda competiram na primeira etapa de Coquimbo e na segunda etapa de Lima, ambas pelo circuito sul-americano. Com Joffre Jurado disputou as etapas qualificatórias  em Assunção para Jogos Pan-Americanos Júnior de 2021, na primeira terminaram com o terceiro lugar e na segunda foram os primeiros colocados, e qualificaram-se para os referidos jogos, e nesta oportunidade terminaram em quinto lugar.
No período de 2022, esteve com Pedro Jaramillo nas etapas de Viña del Mar, Mollendo e Cochabamba, além de estarem no Finals CSV 2021-22, quando finalizaram na nona posição, conquistaram a medalha de prata Jogos Bolivarianos de 2022 em Valledupare com Ronald Quiñones disputou os Jogos Sul-Americanos de 2022.
Em 2023, iniciou com Ronald Quiñones na etapa de Rancagua do Circuito Sul-Americano, depois, retoma a parceria com Marcos Tenorio para o Circuito Sul-Americano, nas etapas de San Juan (Argentina), Malargüe, Santiago e Río Hondo, disputaram o Finals CSV 2022-23 em Uberlândia, obtendo o quinto lugar, estiveram na edição dos Jogos Sul-Americanos de Praia de 2023, quando alcançaram a nona posição.Disputaram a edição do Campeonato Mundial de Vôlei de Praia de 2023 nas cidades mexicanas de Tlaxcala de Xicohténcatl,  Apizaco e Huamantla terminaram em trigésimo terceiro lugar e alcançaram o sétimo lugar nos Jogos Pan-Americanos de 2023.